# Полиция Сальвадора
Национальная гражданская полиция (исп. Policía Nacional Civil) — это система государственных органов Сальвадора, задачей которых является обеспечение общественного порядка, борьба с уголовной преступностью.
Гражданская национальная полиция находится в подчинении Министерства юстиции и безопасности Сальвадора.

## История
Вплоть до конца XX века Сальвадор относился к государствам с децентрализованной правоохранительной системой. Борьбой с общеуголовной преступностью в стране занимались несколько ведомств: национальная полиция, сельская полиция, таможенная полиция и Национальная гвардия.
Во время гражданской войны численность личного состава полицейских формирований была увеличена с 10 000 до 12 000 человек, в их составе были сформированы подразделения специального назначения.

#### Национальная полиция
Национальная полиция (Policía Nacional) — старейший элемент правоохранительной системы, она была создана в июле 1867 года. В 1883 году численность столичной полиции составляла 18 офицеров и 100 рядовых.
В 1888 году в составе полиции были сформированы конные подразделения для патрулирования дорог и сельской местности.
К середине 1960-х годов в состав национальной полиции входили:
- городская полиция (Polícia de Línea) — подразделения по охране общественного порядка;
- автоинспекция (Policía de Tránsito)
- дорожная полиция (Policía de Caminos)
- следственный департамент (Departamento de Investigaciones)
- подразделение охраны объектов и банков (Cuerpo de Vigilantes Nocturnos y Bancarios)

До начала 1970х годов на вооружении полиции имелись карабины M1 и M2, а также пистолеты-пулемёты Madsen m/50 и UZI, в дальнейшем на вооружение начали поступать немецкие автоматические винтовки HK G3 и пистолеты-пулемёты HK MP5.
В ноябре 1979 года в Сальвадор прибыла американская военная миссия MTT в составе шести человек для обучения правительственных сил безопасности борьбе с массовыми беспорядками. В результате, в столице были сформированы два отряда быстрого реагирования для борьбы с массовыми беспорядками по 50 сотрудников в каждом, меньшие по численности подразделения были созданы в городах Сан-Мигель и Санта-Ана.
В дальнейшем, в ходе гражданской войны при полицейских участках были созданы «антипартизанские группы быстрого реагирования» ERE, а для защиты города Сучитото — сформирован отдельный батальон казарменной полиции «Пантера» (Panthera Battalion) из 300 сотрудников. В это же время на вооружение полиции поступили пистолеты-пулемёты FMK-3, а также автоматы M16, T65 и Ruger Mini-14.
1 июня 1984 года завершили обучение в американской полицейской академии в штате Джорджия и были направлены в Сальвадор 60 служащих сальвадорской полиции — тюремных охранников и надзирателей (общая стоимость программы их подготовки составила 800 тыс. долларов США).
В 1985 году общая численность национальной полиции составляла 7 тыс. сотрудников.
В 1988 году общая численность национальной полиции составляла 6 тыс. сотрудников.

#### Сельская полиция
Сельская полиция (Policía de Hacienda) — первые конные подразделения сельской полиции для обеспечения правопорядка в сельской местности были созданы в 1880-е годы, после нескольких индейских восстаний, причиной которых стал правительственный декрет о передаче индейских земель под кофейные плантации.
Максимальная численность в 2400 сотрудников была достигнута в 1988 году.

#### Таможенная полиция
Таможенная полиция (Policía de Aduana) — создана в 1926 году. Находилась в подчинении Министерства финансов. Первоначальной задачей являлось обнаружение самогоноварения в сельской местности и борьба с контрабандой, позднее — также иммиграционный контроль. С 1984 года получила функции лицензирования деятельности и надзора за частными охранными и военизированными формированиями.
По состоянию на 1967 год, численность таможенной полиции составляла 250 человек, в дальнейшем её численность была увеличена — в 1974 году в её рядах было уже 527 человек.
Вплоть до прихода к власти президента Х. Н. Дуарте в 1984 году в составе таможенной полиции имелось собственное разведывательное подразделение (S-2) численностью 100 сотрудников, в июне 1984 года оно было расформировано.
В 1985 году с помощью военных советников США в составе таможенной полиции было создано антитеррористическое спецподразделение CEAT.
В 1988 году таможенная полиция была включена в состав сельской полиции.

#### Национальная гвардия
Национальная гвардия была создана в 1912 году, она выполняла функции внутренних войск. Национальные гвардейцы имели штатное армейское вооружение и организационную структуру, в мирное время они были сведены в 14 рот (по одной роте в каждом из департаментов страны), однако в случае начала военных действий, при необходимости могли быть переформированы в пять батальонов. С 1914 года Национальная гвардия была включена в состав вооружённых сил, однако находилась в прямом подчинении президента страны.
В 1974 году численность национальной гвардии составляла 3 тысячи человек, в 1988 году — 4,2 тысячи.

#### Частные охранные и военизированные формирования
Отряды частной охраны, созданные в сельской местности крупными землевладельцами, существовали уже на рубеже XIX—XX вв. После крестьянского восстания 1932 года была создана «гражданская стража» (Guardia Civica, также известная под названием «чёрные каски»).
Во время «100-часовой войны» (14-20 июля 1969) между Гондурасом и Сальвадором вооружённые патрули частных охранных структур «Guardia Rural» действовали в приграничной зоне вместе с сальвадорскими войсками. После 1969 года и во время гражданской войны их количество и уровень оснащенности увеличились.
В 1988 году в охранных и военизированных формированиях при территориальных «комитетах гражданской обороны» (Defensa Civil) официально состояло 24 тысячи человек.
В 2000 году в стране насчитывалось 5936 частных охранников, 2926 из которых были вооружены огнестрельным оружием.
По состоянию на 2009 год, в стране насчитывалось 21 146 частных охранников, на вооружении которых имелось 18 125 единиц огнестрельного оружия.

## Современное состояние
В 1988 году правительство страны предприняло попытку консолидировать полицейские структуры и повысить эффективность их работы: для изучения проблем преступности и разработки мер по её профилактике был создан «Национальный центр анализа и расследований» (Centro de Operaciones Conjuntos de Inteligencia).
В 1992 году, после окончания гражданской войны, полицейские структуры Сальвадора согласно Чапультепекским мирным соглашениям были переформатированы с привлечением наблюдателей ООН. В период с октября 1992 года по июль 1993 года в стране действовала «полиция переходного периода».
С 1 февраля 1993 года началось создание единой «национальной гражданской полиции» (Policía Nacional Civil). В декабре 1994 года формирование новой структуры было завершено.
В 1995 году ранее находившиеся на вооружении полиции автоматы были возвращены на армейские склады, и на вооружении полиции остались только пистолеты, пистолеты-пулемёты и ружья.
По состоянию на 2002 год, численность полиции составляла 12 000 сотрудников.
14 ноября 2007 года было создано Американское полицейское сообщество (участником которого стала полиция Сальвадора).
По состоянию на начало 2012 года, численность полиции составляла 20 000 сотрудников, на вооружение которых имелось 1 500 полуавтоматических винтовок «Galil», 700 автоматов T65, несколько сотен автоматических карабинов Colt M4A1 и винтовок M16, свыше 200 шт. автоматов HK-33A5 и HK53A5, несколько сотен пистолет-пулемётов FAMAE SAF и некоторое количество HK MP.5, единым образцом табельного пистолета являлся CZ 75.

### Учебные заведения
Подготовка полицейских кадров производится в Академии общественной безопасности (Academia Nacional de Seguridad Pública).

### Специальные подразделения
- GRP — отряд специального назначения, на вооружении которого находится 70 шт. 5,56-мм автоматов HK-53, несколько снайперских винтовок, а также пистолеты-пулемёты HK MP.5 и пистолеты SIG P-228[10].
- U.M.O. — подразделение для борьбы с массовыми беспорядками[1]

Кроме того, была предпринята попытка создания авиационного подразделения GAP — для которого купили вертолёт Robinson R44 (но после взлёта 30 июля 2023 года вертолёт разбился).

## Руководители
- Хосе Мария Монтеррей (1993—1994)
- Родриго Авила (1994—1999)
- Маурисио Сандоваль (1999—2003)
- Рикардо Маурисио Менесес (2003—2005)
- Родриго Авила (2005—2008, повторно)
- Франсиско Ровира (2008)
- Хосе Луис Прието (2008—2009)
- Карлос Антонио Хирон (2009—2012)
- Франсиско Рамон Салинас (2012—2013)
- Ригоберто Плейтес (2013—2014)
- Маурисио Рамирес Ландаверде (2014—2016)
- Ховард Котто Кастанеда (с 2016)